# Nationaldivisioun
Nationaldivisioun – najwyższa w hierarchii klasa męskich ligowych rozgrywek piłkarskich w Luksemburgu, będąca jednocześnie najwyższym szczeblem centralnym (I poziom ligowy), utworzona w 1909 roku i od samego początku zarządzana przez Luksemburski Związek Piłki Nożnej (FLF). Zmagania w jej ramach toczą się cyklicznie (co sezon) i przeznaczone są dla 14 najlepszych krajowych klubów piłkarskich. Jej triumfator zostaje Mistrzem Luksemburga, zaś najsłabsze drużyny są relegowane do Division d'Honneur (II ligi luksemburskiej).

## Historia
Mistrzostwa Luksemburga w piłce nożnej rozgrywane są od 1909 roku. Rozgrywki były przeprowadzane każdego roku, z wyjątkiem sezonu 1912/13 i 4 sezonów podczas II wojny światowej. Niejednokrotnie zmieniał się format rozgrywek. W sezonie 1957/58 startowały rozgrywki w lidze zwanej Nationaldivisioun. Do 2006 występowało w lidze 12 drużyn, lecz od sezonu 2006/07 rozgrywki skupiają 14 zespołów. Od 2011 liga nosi nazwę BGL Ligue i jest sponsorowana przez Fortis.

## System rozgrywek
Obecny format ligi zakładający podział rozgrywek na 2 koła obowiązuje od sezonu 2006/07.
Rozgrywki składają się z 36 kolejek spotkań rozgrywanych pomiędzy drużynami systemem kołowym. Każda para drużyn rozgrywa ze sobą dwa mecze – jeden w roli gospodarza, drugi jako goście. Od sezonu 2006/07 w lidze występuje 14 zespołów. W przeszłości liczba ta wynosiła od 4 do 12. Drużyna zwycięska za wygrany mecz otrzymuje 3 punkty (do sezonu 1994/95 2 punkty), 1 za remis oraz 0 za porażkę.
Zajęcie pierwszego miejsca po ostatniej kolejce spotkań oznacza zdobycie tytułu Mistrzów Luksemburga w piłce nożnej. Mistrz Luksemburga kwalifikuje się do eliminacji Ligi Mistrzów UEFA. Druga oraz trzecia drużyna zdobywają możliwość gry w Lidze Konferencji Europy UEFA. Również zwycięzca Pucharu Luksemburga startuje w eliminacjach do Ligi Konferencji Europy lub, w przypadku, w którym zdobywca krajowego pucharu zajmie pierwsze miejsce w lidze – możliwość gry w eliminacjach do Ligi Konferencji Europy otrzymuje również czwarta drużyna klasyfikacji końcowej. Zajęcie 2 ostatnich miejsc wiąże się ze spadkiem drużyn do Division d'Honneur. Trzecia drużyna od dołu tablicy walczy w barażach play-off z trzecią drużyną Division d'Honneur o utrzymanie w najwyższej lidze.
W przypadku zdobycia tej samej liczby punktów, klasyfikacja końcowa ustalana jest w oparciu o wynik dwumeczu pomiędzy drużynami, w następnej kolejności w przypadku remisu – różnicą bramek w pojedynku bezpośrednim, następnie ogólnym bilansem bramkowym osiągniętym w sezonie, większą liczbą bramek zdobytych oraz w ostateczności losowaniem.

## Skład ligi w sezonie 2025/26
| Uczestnicy poprzedniej edycji | Uczestnicy poprzedniej edycji | Uczestnicy poprzedniej edycji | Uczestnicy poprzedniej edycji |
| --- | ----------------------------- | ----------------------------- | ----------------------------- |
| DIF | FC Differdange 03             | Differdange                   | 1                             |
| UNA | UNA Strassen                  | Strassen                      | 2                             |
| DUD | F91 Dudelange                 | Dudelange                     | 3                             |
| RAC | Racing FC                     | Luksemburg                    | 4                             |
| PRO | Progrès Niedercorn            | Niederkorn                    | 5                             |
| SWI | Swift Hesperange              | Hesperange                    | 6                             |
| MON | US Mondorf-les-Bains          | Mondorf-les-Bains             | 7                             |
| JES | Jeunesse Esch                 | Esch-sur-Alzette              | 8                             |
| UTP | Union Titus Pétange           | Pétange                       | 9                             |
| HOS | US Hostert                    | Hostert                       | 10                            |
| VIC | Victoria Rosport              | Rosport                       | 11                            |
| ROD | FC Rodange 91                 | Rodange                       | 12                            |
| Spadek z Nationaldivisioun 2024/25 |                               |                               |                               |
| FOL | Fola Esch                     | Esch-sur-Alzette              | 15                            |
| MON | FC Mondercange                | Mondercange                   | 16                            |
| po barażach |                               |                               |                               |
| WIL | FC Wiltz 71                   | Wiltz                         | 13                            |
| BET | SC Bettembourg                | Bettembourg                   | 14                            |
| Awans z Division d'Honneur 2024/25 |                               |                               |                               |
| Szablon:Fb team Mamer 32 | Szablon:Fb team Mamer 32      | Mamer                         | 1                             |
| KÄE | UN Käerjéng 97                | Luksemburg                    | 2                             |
| po barażach |                               |                               |                               |
| Szablon:Fb team Bissen | Szablon:Fb team Bissen        | Bissen                        | 3                             |
| JEC | Jeunesse Canach               | Canach                        | 4                             |
| Oznaczenia: - kolumna pierwsza – skróty nazw drużyn, - kolumna trzecia – siedziba klubu, - kolumna czwarta – miejsce zajęte w poprzednim sezonie. |                               |                               |                               |

## Statystyka

### Tabela medalowa
Mistrzostwo Luksemburga zostało do tej pory zdobyte przez 15 różnych drużyn.
Stan na 31 maja 2019. 
| Lp.    | Klub                       | Miejsca na podium | Miejsca na podium | Miejsca na podium | Zwycięskie sezony                                                                              |    |    | |
| ------ | -------------------------- | ----------------- | ----------------- | ----------------- | ---------------------------------------------------------------------------------------------- | -- | -- | --- |
| Lp.    | Klub                       | 1.                | Jeunesse Esch     | 28                | Zwycięskie sezony                                                                              | 13 | 14 | 1921, 1937, 1951, 1954, 1958, 1959, 1960, 1963, 1967, 1968, 1970, 1973, 1974, 1975, 1976, 1977, 1980, 1983, 1985, 1987, 1988, 1995, 1996, 1997, 1998, 1999, 2004, 2010 |
| 2.     | F91 Dudelange              | 16                | 5                 | 1                 | 2000, 2001, 2002, 2005, 2006, 2007, 2008, 2009, 2011, 2012, 2014, 2016, 2017, 2018, 2019, 2022 |    |    | |
| 3.     | Spora Luksemburg           | 11                | 10                | 11                | 1925, 1928, 1929, 1934, 1935, 1936, 1938, 1949, 1956, 1961, 1989                               |    |    | |
| 4.     | Stade Dudelange            | 10                | 6                 | 6                 | 1939, 1940, 1945, 1946, 1947, 1948, 1950, 1955, 1957, 1965                                     |    |    | |
| 5.     | Fola Esch                  | 7                 | 9                 | 6                 | 1918, 1920, 1922, 1924, 1930, 2013, 2015, 2021                                                 |    |    | |
| 6.     | Red Boys Differdange       | 6                 | 10                | 14                | 1923, 1926, 1931, 1932, 1933, 1979                                                             |    |    | |
| 7.     | Union Luxembourg           | 6                 | 9                 | 13                | 1927, 1962, 1971, 1990, 1991, 1992                                                             |    |    | |
| 8.     | Avenir Beggen              | 6                 | 5                 | 3                 | 1969, 1982, 1984, 1986, 1993, 1994                                                             |    |    | |
| 9.     | US Hollerich Bonnevoie     | 5                 | 2                 | 1                 | 1912, 1914, 1915, 1916, 1917                                                                   |    |    | |
| 10.    | Progrès Niedercorn         | 3                 | 5                 | 8                 | 1953, 1978, 1981                                                                               |    |    | |
| 11.    | Aris Bonnevoie             | 3                 | 1                 | 2                 | 1964, 1966, 1972                                                                               |    |    | |
| 12.    | Sporting Club Luksemburg   | 2                 | 3                 | 2                 | 1911, 1919                                                                                     |    |    | |
| 13.    | CS Grevenmacher            | 1                 | 7                 | 4                 | 2003                                                                                           |    |    | |
| 14.    | National Schifflange       | 1                 | 2                 | 0                 | 1952                                                                                           |    |    | |
| 15.    | Racing Club Luksemburg     | 1                 | 0                 | 3                 | 1910                                                                                           |    |    | |
| 16.    | US Dudelange               | 0                 | 4                 | 3                 |                                                                                                |    |    | |
| 17.    | US Rumelange               | 0                 | 3                 | 1                 |                                                                                                |    |    | |
| 18.    | Etzella Ettelbruck         | 0                 | 2                 | 2                 |                                                                                                |    |    | |
| 19.    | FC Differdange 03          | 1                 | 2                 | 4                 |                                                                                                |    |    | |
| 20-22. | Alliance Dudelange         | 0                 | 1                 | 0                 |                                                                                                |    |    | |
| 20-22. | SC Differdange             | 0                 | 1                 | 0                 |                                                                                                |    |    | |
| 20-22. | Racing FC Union Luksemburg | 0                 | 1                 | 0                 |                                                                                                |    |    | |
| 23-26. | CS Hobscheid               | 0                 | 0                 | 1                 |                                                                                                |    |    | |
| 23-26. | CS Pétange                 | 0                 | 0                 | 1                 |                                                                                                |    |    | |
| 23-26. | UN Käerjéng 97             | 0                 | 0                 | 1                 |                                                                                                |    |    | |
| 23-26. | Young Boys Diekirch        | 0                 | 0                 | 1                 |                                                                                                |    |    | |